# نیکی نانا (آلبوم)
نیکی نانا (به انگلیسی: Niki Nana) پنجمین آلبوم استودیویی یانی می‌باشد که توسط شرکت پرایوت میوزیک در ۱۹۸۹ منتشر شده‌است.